# Куріння

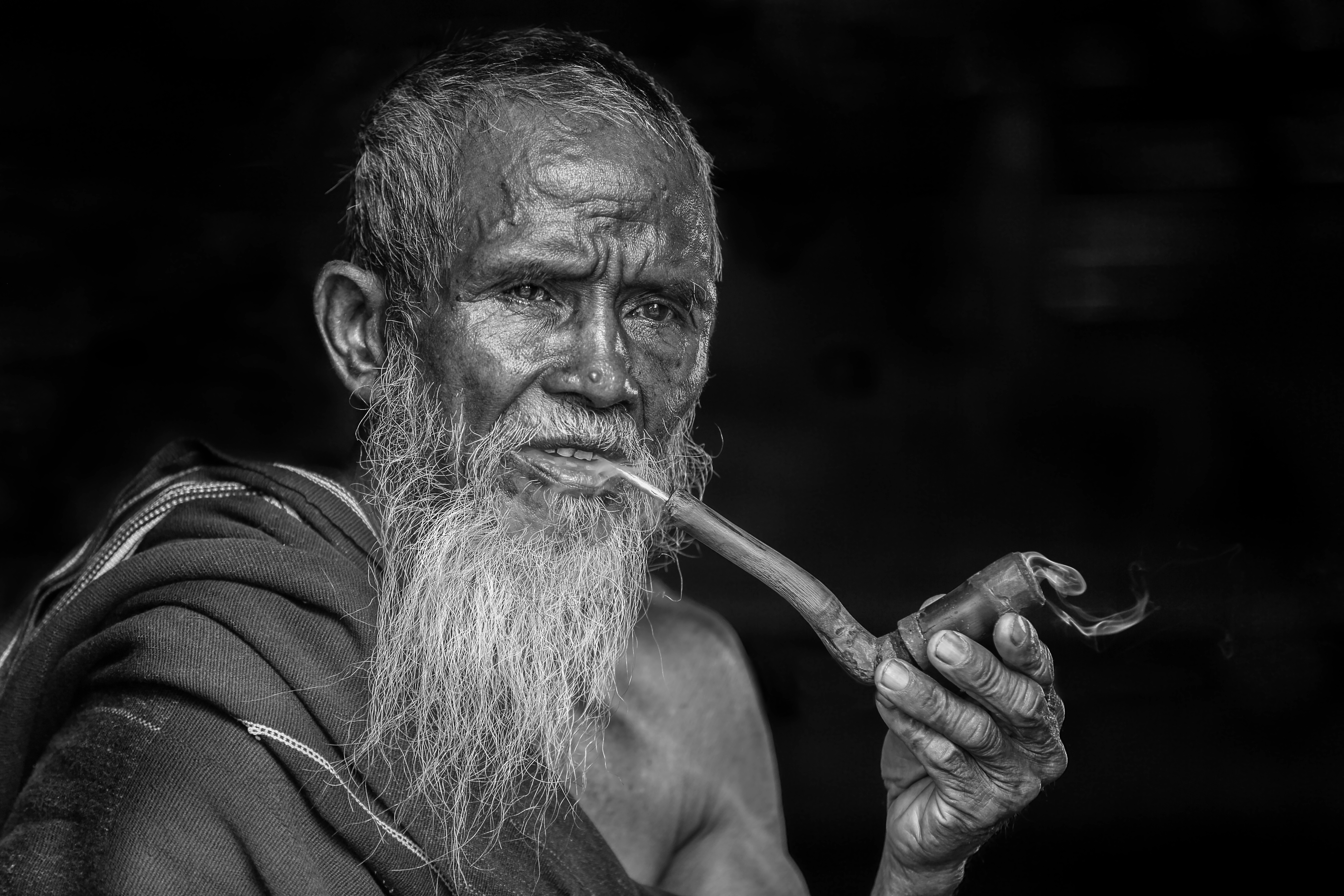
Курець курить люльку

Куріння або паління — каталітична інгаляція (вдихання диму) препаратів, переважно рослинного походження, тліючих в потоці повітря, що вдихається з метою насичення організму активними речовинами, містяться в них шляхом їх сублімації і подальшого всмоктування в легенях і дихальних шляхах. Як правило, застосовується для вживання курильних сумішей, що володіють наркотичними властивостями (тютюн, гашиш, марихуана, опіум, крек тощо). Завдяки швидкому надходженню насиченою психоактивними речовинами крові в головний мозок.
По країнах і територіях світу, які представляють відповідні відомості в ВООЗ, поширеність куріння тютюну серед дорослого населення варіюється від 4 % в Лівії до 54 % в Науру. В першу десятку країн, в яких найширше поширене куріння тютюну, входять, крім Науру, Гвінея, Намібія, Кенія, Боснія і Герцеговина, Монголія, Ємен, Сан-Томе і Принсіпі, Туреччина, Румунія. Однак, попри те, що, наприклад, США в цьому ряду стоять на 98-му місці (24 %), споживання сигарет тут в середньому на душу населення вище, ніж у багатьох країнах світу з більш високою поширеністю куріння серед дорослого населення. Якщо в США щодня споживається в середньому близько 6 сигарет на душу населення (тобто включаючи дітей і всіх хто не палить), то в Росії — менше 5. А найвищий рівень душового споживання сигарет у Греції — майже 12 штук в день на людину.